# 란체스터 법칙
란체스터 법칙( - 法則, 영어: Lanchester's laws)은 피해자와 가해자 서로간의 상대적인 힘을 계산하는 수학적인 공식으로, 이 공식은 군사력쪽에 관련이 깊다.
이 란체스터 방정식은 공격자와 방어자 간의 힘을 A와 D라는 시간에 기반에 둔 함수로 나타내어 기술하는 미분방정식이다.
1916년, 제1차 세계 대전 중에, 프레데릭 란체스터는 상대방의 힘의 관계를 보여주는 미분방정식을 고안하였다. 이 방정식 중에서 많이 알려진 방정식은 란체스터의 선형 법칙(Lanchester's Linear Law, 현대이전 전투)과 란체스터의 제곱 법칙(Lanchester's Square Law, 소화기(小火器) 같이 장거리의 무기를 사용하는 현대전투)이 있다.

## 란체스터의 선형 법칙
현대 이전 전투에선, 창을 가진 집단들에서 한 사람이 한 차례에 한 번 다른 편과 싸울 수 있었다. 만약 큰 군대건 작은 군대건 동일한 무기를 사용한다고 가정하고, 세력들이 서로 죽이고, 몇 명의 사람이 전투에서 살아남는다고 가정을 할 수도 있다.
란체스터 선형 법칙에선 적의 점령지역 안으로 목표를 정하지 않고 싸우는 것에 대해서도 적용된다. 선형법칙에서 군사력의 약화 비율은 목표를 향할 수 있는 무기의 조밀도뿐 아니라, 발사되는 무기의 양에도 의존한다. 만약, 상대방이, 각각 다른 땅을 점령하고 같은 무기를 사용하며, 각각의 목표에 대해 임의적으로 공격을 하는 경우엔 거의 없는 세력이 완전히 없어질 때까지 각각 같은 비율로 군사력이 줄면서, 사상자도 늘어나게 된다: 거대한 세력이 일격을 가하면 높은 확률로 약한 세력이 그 일격을 직격으로 맞을 가능성이 증가하게 된다.

## 란체스터의 제곱 법칙

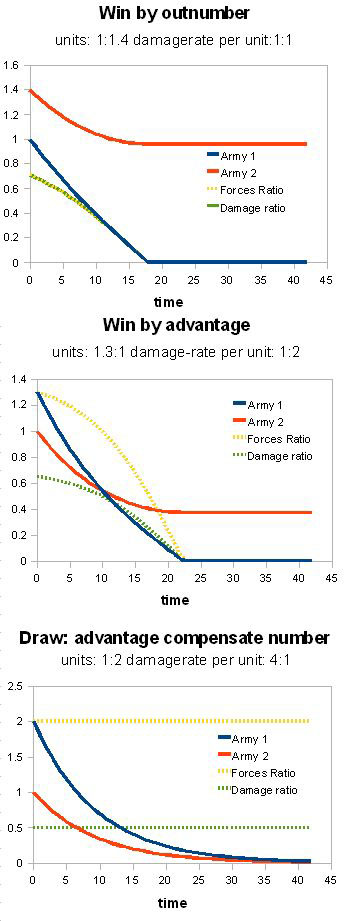
각각의 다른 요인을 제외한 상대방의 피해를 나타낸 이상적인 실험. 1) 군대의 크기 2) 피해의 비율. 이 그림은 란체스터의 제곱 법칙을 설명하기 위한 그림이다.

소화기를 사용하여 싸우는 현대전투에서는, 여러 가지의 목표를 공격할 수 있으며, 여러 지점으로 화력을 보낼 수 있다. 이 때의 군사력의 약화 비율은 발사되는 무기의 수에 의존한다. 현대전투에서 란체스터는 군인의 수에 비례하는 것이 아니라, 군인의 수의 제곱에 비례한다고 결론을 내렸다. 이건 란체스터의 제곱 법칙이라고 알려져 있다.
더 정확하게, 란체스터의 제곱 법칙은 기간동안 공격과 방어측의 사상자수를 일일이 기입하게 된다. 기본형태에서, 란체스터의 제곱 법칙은 약화된 결과와 사상자수를 예측하는 데만 도움이 된다. 이경우에는, 모든 군대에 포함되지 않게 되며, 여기서의 전략적인 전개는 모든병력을 내내 참전시키지 못하는 문제가 발생하게 된다. 이 법칙은 각각의 군사(혹은 배거나 무엇이든지)가 한 번에 하나의 적을 상대할 때만 효과가 있다(그러므로, 이 법칙은 기관총, 포병, 특수한 경우엔 핵무기등은 적용되지 않는다는 뜻이다). 또한 란체스터의 제곱 법칙은 시간이 지남에 따른 사상자수를 기입해야 되는데, 각각의 병력이 상대방을 즉사시켜버린다든지, 동시에 공격한다든지, 한쪽편이 최초의 일격을 가하면서 이 과정에서 여럿 사상자가 나오는 경우로 인해서 법칙이 작동하지 못하는 경우가 생겨버린다.

## 같이 보기
- 오시포프 방정식
- 로트카-볼테라 방정식

## 참고 문헌
- Numbers, Predictions and War, Col T N Dupuy, Macdonald and Jane’s, 1979